# Canale-di-Verde
Canale-di-Verde (korsisch und italienisch Canale di Verde) ist eine französische Gemeinde auf der Insel Korsika. Sie gehört  zur gleichnamigen Region, zum Département Haute-Corse, zum Arrondissement Corte und zum Kanton Castagniccia.

## Geografie
Der Dorfkern liegt im korsischen Gebirge auf 460 m. Die Gemeindegemarkung grenzt im Osten an das Tyrrhenische Meer. Die Route nationale 198 tangiert Canale-di-Verde unweit der Meeresküste.
Nachbargemeinden sind San-Giuliano und Chiatra im Norden, Pietra-di-Verde im Nordwesten, Campi im Südwesten und Linguizzetta im Süden.

## Bevölkerungsentwicklung

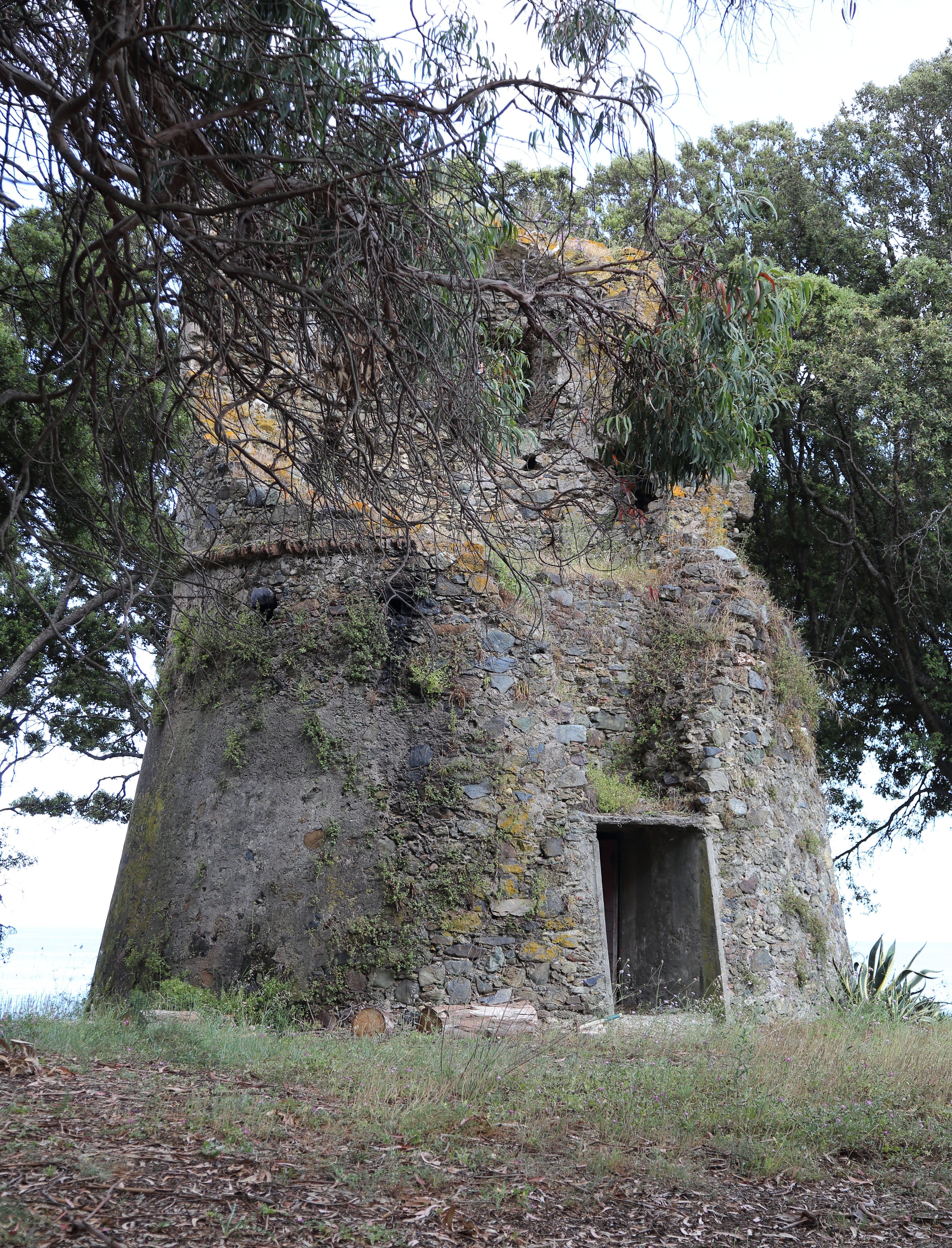
Tour d'Alistro

| Jahr      | 1962 | 1968 | 1975 | 1982 | 1990 | 1999 | 2006 | 2017 |
| --------- | ---- | ---- | ---- | ---- | ---- | ---- | ---- | ---- |
| Einwohner | 215  | 215  | 330  | 356  | 275  | 335  | 328  | 321  |